# Viên An, Ngọc Hiển
Viên An là một xã thuộc huyện Ngọc Hiển, tỉnh Cà Mau, Việt Nam.

## Địa lý
Xã Viên An nằm trên bán đảo Cà Mau, gần mũi Cà Mau, có vị trí địa lý:
- Phía đông giáp xã Tân Ân
- Phía tây giáp Biển Tây
- Phía nam giáp xã Viên An Đông
- Phía bắc giáp Sông Cửa Lớn
- Phía tây nam giáp xã Đất Mũi.

Xã Viên An có diện tích 126,81 km², dân số năm 2022 là 15.055 người, mật độ dân số đạt 118 người/km².

## Hành chính
Xã Viên An được chia thành 11 ấp: Bà Khuê, Cồn Cát, Kinh Năm, Nguyễn Quyền, Ông Linh, Ông Trang, Sắc Cò, So Đũa, Vịnh Nước Sôi, Xẻo Mắm, Xóm Biển.

## Lịch sử
Ngày 25 tháng 7 năm 1979, Hội đồng Chính phủ ban hành Quyết định số 275-CP về việc chia xã Viên An thuộc huyện Năm Căn thành 3 xã: Duyên An Đông (Viên An Đông), Duyên An Tây (Viên An) và Đất Mũi.
Ngày 17 tháng 12 năm 1984, Hội đồng Chính phủ ban hành Quyết định số 168-HĐBT về việc:
- Đổi tên huyện Năm Căn thành huyện Ngọc Hiển.
- Đổi tên xã Duyên An Tây thuộc huyện Năm Căn thành xã Viên An thuộc huyện Ngọc Hiển.

Ngày 6 tháng 11 năm 1996, Quốc hội ban hành Nghị quyết về việc chia tỉnh Minh Hải thành hai tỉnh là tỉnh Bạc Liêu và tỉnh Cà Mau. Khi đó, xã Viên An thuộc huyện Ngọc Hiển, tỉnh Cà Mau.

## Kinh tế - xã hội
Dân cư xã này sống chủ yếu bằng nghề đánh bắt và nuôi trồng thủy hải sản, đặc biệt là nuôi tôm sú và tôm càng xanh. Xã Viên An có địa hình chủ yếu là kênh rạch chằng chịt, giao thông thủy là chủ yếu. Xã này nằm ở khu vực có nhiều rừng đước và sú vẹt.